# Championnat du Vietnam de football 1997
Navigation
Saison précédente Saison suivante
La saison 1997 du Championnat du Viêt Nam de football est la quinzième édition du championnat de première division au Viêt Nam. Les douze meilleurs clubs du pays sont regroupés au sein d'une poule unique où ils s'affrontent deux fois, à domicile et à l'extérieur. En fin de saison, pour permettre le passage du championnat de 12 à 14 équipes, les deux derniers du classement sont relégués et remplacés par les quatre meilleurs clubs de deuxième division.
C'est le club de Cang Sai Gon qui remporte la compétition après avoir terminé en tête du classement final, avec un seul point d'avance sur Song Lam Nghe An et deux sur Lam Dong. C'est le troisième titre de champion du Viêt Nam de l'histoire du club.

## Les clubs participants
| - Câu Lac Bô Quân Dôi - Hai Quan - Dong Thap FC - Khánh Hoà FC - Vinh Long FC - Promu de D2 - Cong An Ho Chi Minh | - Sông Lam Nghệ An - Cong An Ha Noi - An Giang FC - Lam Dong - Cang Sai Gon - Cong An Hai Phong - Promu de D2 |

## Compétition
Le barème utilisé pour établir les différents classement est le suivant :
- Victoire : 3 points
- Match nul : 1 point
- Défaite : 0 point

### Classement
| Rang | Équipe              | Pts | J  | G  | N  | P  | Bp | Bc | Diff |
| ---- | ------------------- | --- | -- | -- | -- | -- | -- | -- | ---- |
| 1    | Cang Sai Gon        | 37  | 22 | 11 | 4  | 7  | 20 | 17 | +3   |
| 2    | Sông Lam Nghệ An    | 36  | 22 | 11 | 3  | 8  | 28 | 17 | +11  |
| 3    | Lam Dong            | 35  | 22 | 11 | 2  | 9  | 27 | 26 | +1   |
| 4    | Cong An Ho Chi Minh | 33  | 22 | 9  | 6  | 7  | 35 | 29 | +6   |
| 5    | Cong An Hai PhongP  | 32  | 22 | 10 | 2  | 10 | 39 | 37 | +2   |
| 6    | Hai QuanC           | 31  | 22 | 9  | 4  | 9  | 24 | 21 | +3   |
| 7    | Cong An Ha Noi      | 31  | 22 | 9  | 4  | 9  | 33 | 37 | -4   |
| 8    | Dong Thap FCT       | 30  | 22 | 8  | 6  | 8  | 19 | 21 | -2   |
| 9    | Câu Lac Bô Quân Dôi | 29  | 22 | 7  | 8  | 7  | 26 | 23 | +3   |
| 10   | Khánh Hoà FC        | 28  | 22 | 8  | 4  | 10 | 20 | 23 | -3   |
| 13   | Vinh Long FCP       | 23  | 22 | 4  | 11 | 7  | 18 | 23 | -5   |
| 14   | An Giang FC         | 22  | 22 | 6  | 4  | 12 | 25 | 41 | -16  |

|  | Qualification pour la Coupe d'Asie des clubs champions 1998-1999                 |
|  | Qualification pour la Coupe d'Asie des vainqueurs de coupe de football 1998-1999 |
|  | Relégation en deuxième division                                                  |
|  | T : Tenant du titre C : Vainqueur de la Coupe du Viêt Nam P : Promu de D2        |

## Bilan de la saison
| Championnat du Viêt Nam de football 1997                             |                         |
| Champion                                                             | Cang Sai Gon (3e titre) |
| Coupes et trophées                                                   |                         |
| Vainqueur de la Coupe du Viêt Nam 1997                               | Hai Quan                |
| Qualifications continentales                                         |                         |
| Coupe d'Asie des clubs champions 1998-1999                           | Cang Sai Gon            |
| Coupe des Coupes 1998-1999                                           | Hai Quan                |
| Promotions et relégations                                            |                         |
| Promus en V-League                                                   | Long An Tan An          |
| Promus en V-League                                                   | Nam Dinh FC             |
| Promus en V-League                                                   | Binh Duong FC           |
| Promus en V-League                                                   | Binh Dinh FC            |
| Relégués en Championnat du Viêt Nam de football de deuxième division | Vinh Long FC            |
| Relégués en Championnat du Viêt Nam de football de deuxième division | An Giang FC             |